# Idol 2022

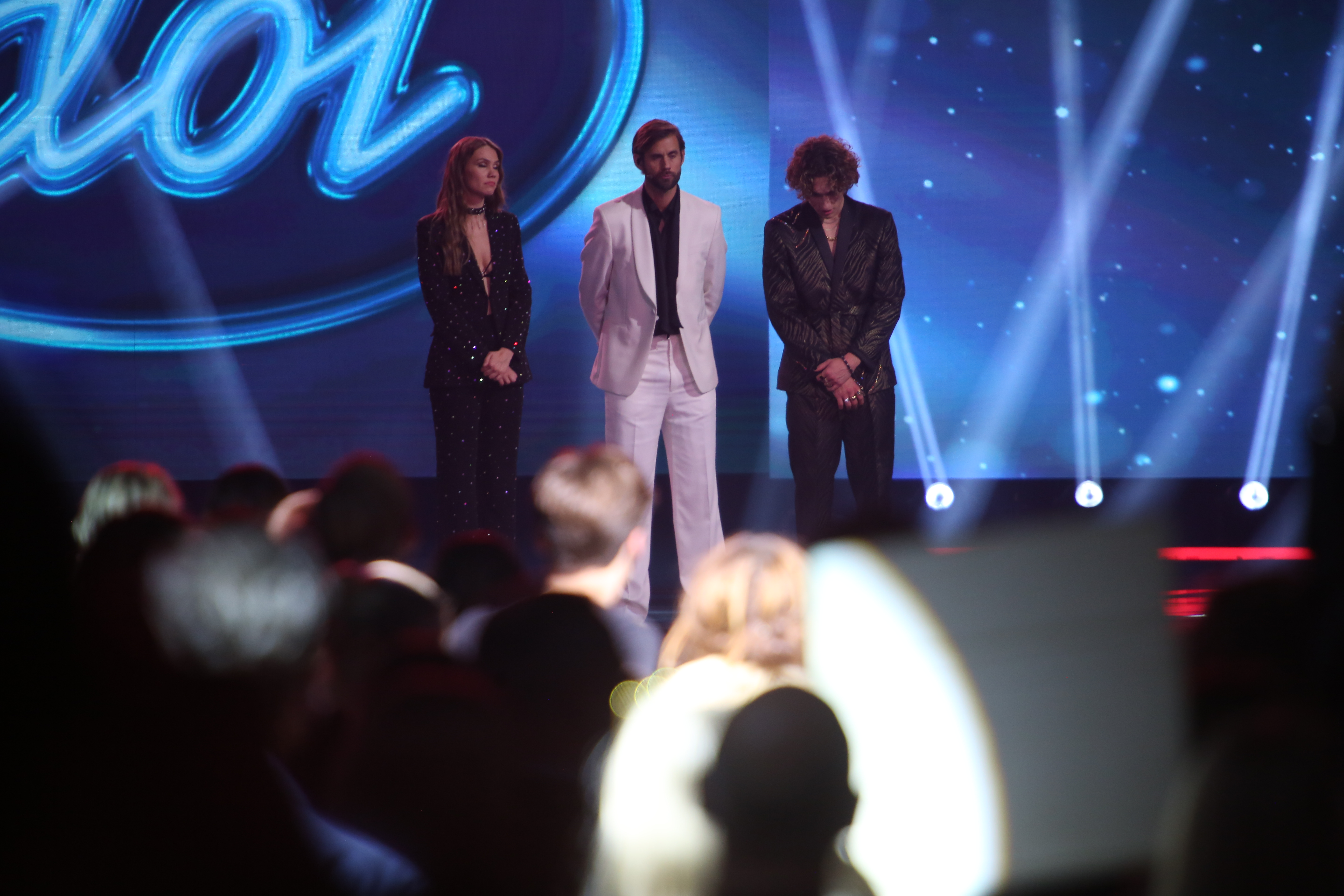
Nike Sellmar (till vänster i bild) vann Idol 2022.

Idol 2022 var TV-programmet Idols 18:e säsong i Sverige. Säsongen hade premiär den 22 augusti och avslutades med final i Tele2 Arena i Stockholm den 25 november samma år. Finalen vanns av Nike Sellmar. I samtliga huvudsändningar var Pär Lernström programledare och för andra året i rad hade han med sig Anis Don Demina som programledarkollega, i alla fall i de flesta av de direktsända programmen (och i vissa av de förinspelade auditionprogrammen). I likhet med föregående säsong utgjordes juryn av kvartetten Kishti Tomita, Alexander Kronlund, Katia Mosally och Anders Bagge.

## Tävlingsupplägg
Själva säsongen inleddes redan i november 2021 då TV4 öppnade möjligheten att ansöka om att tävla i programmet, vilken sedan avslutades i början av mars 2022. Inspelningarna av auditions och slutauditions genomfördes under våren 2022 och var i likhet med föregående säsong en delvis digital ansökningsperiod där alla som ansökte fick skicka in en hemmainspelning till Idolredaktionen (istället för att köa utanför lokaler runt om i Sverige) vilka i sin tur avgjorde vilka som skulle få träffa Idoljuryn och göra en audition inför dem vid deras besök i Stockholm, Göteborg, Malmö och Åre. Juryn röstade i sin tur vidare 79 deltagare som fick genomföra momentet Slutaudition och av dessa fick 31 deltagare också genomföra ett gruppmoment. Slutaudition spelades in på Waterfront i Stockholm men var uppdelad på fyra tillfällen, ett för varje stopp Idol gjort under auditionturnén, medan gruppmomentet spelades in på Way Out West-festivalen i Göteborg. 
Av de 31 som röstats vidare valde juryn ut 23 deltagare som fick tävla i kvalveckan. Inför den veckan genomfördes också momentet Idolraketen där ytterligare en deltagare röstades vidare. Tittarna fick sedan i direktsända kvalheats och kvalfinal besluta elva deltagare som sedan fick tävla genom åtta veckofinaler innan finalen hölls mellan topp två.

## Förändringar i upplägget
Inför säsongsstarten meddelade TV4 några större förändringar i upplägget:
- På grund av TV4-sändningarna från Världsmästerskapet i herrfotboll kortades säsongen ned med två veckor jämfört med föregående säsong. Detta gjorde att finalen hölls redan i november månad, vilket blev den andra gången sedan 2004 där svenska Idols final avgjordes i den månaden.
- Alla deltagare som juryn skickade vidare till slutaudition fick göra den i Stockholm, dock uppdelat för vilka som gått vidare från respektive turnéstopp. Det innebar att deltagarna som kvalat vidare från Stockholms turnéstopp fick tävla gemensamt under Stockholms slutaudition och liknande gällande för Göteborgs, Malmös och Åres sökande.
- Momentet Chorus line under slutaudition var uppdelat så att varje deltagare genomförde sin sånginsats själv på scenen istället för att ett flertal deltagare fick stå på scenen samtidigt. Först vid resultatuppläsningen delades scenen av två eller fler deltagare.
- Slutaudition innehöll i denna säsong endast momenten Chorus line respektive Solosång. Det tidigare gruppmomentet, som varit aktuellt i tidigare säsonger under slutaudition, ersattes av momentet Sista steget som 31 av de 79 slutauditiondeltagarna fick genomföra innan juryn valde ut startfältet till Kvalveckan. Upplägget för Sista steget var att deltagarna uppträdde som duos eller trios.
- För första gången någonsin i Idol Sverige genomfördes Kvalveckan från en utomhusscen istället för en inomhusstudio, i det här fallet från Kungsträdgården i Stockholm.
- Varje veckofinals huvudsändning blev alltid två timmar lång (inräknat med reklampauser) vilket gällde oavsett hur många deltagare som var kvar i sändningarna.
- Finalen ägde rum i Tele2 Arena (istället för Avicii Arena) som kunde ta in nästan dubbelt så mycket publik jämfört med Avicii Arena.

## Utröstningsschema
Schemat visar hur deltagarna placerar sig under säsongens direktsända moment.
| Stadium: | Stadium:             | Kvalveckan | Kvalveckan | Kvalveckan | Kvalveckan | Kvalveckan | Kvalveckan | Veckofinalerna | Veckofinalerna | Veckofinalerna | Veckofinalerna | Veckofinalerna | Veckofinalerna | Veckofinalerna | Veckofinalerna | Veckofinalerna | Finalen  |          |          |          |
| Datum:   | Datum:               | 19/9       | 20/9       | 21/9       | 22/9       | 23/9       | 23/9       | 30/9           | 7/10           | 14/10          | 21/10          | 28/10          | 4/11           | 11/11          | 18/11          | 18/11          | 25/11    |          |          |          |
| Plats    | Tävlande             | Resultat   | Resultat   | Resultat   | Resultat   | Resultat   | Resultat   | Resultat       | Resultat       | Resultat       | Resultat       | Resultat       | Resultat       | Resultat       | Resultat       | Resultat       | Resultat | Resultat | Resultat | Resultat |
| 1        | Nike Sellmar         |            |            |            |            |            |            |                |                |                |                |                |                |                |                | [ a ]          | Vinnare  |          |          |          |
| 2        | Albin Tingwall       | 3:a        |            |            |            | WC 1       |            |                |                |                |                |                |                |                | [ a ]          |                | Tvåa     |          |          |          |
| 3        | Klara Almström       |            |            |            |            |            |            |                |                |                |                |                |                |                |                | Utröst.        |          |          |          |          |
| 4        | Sebastian Rydgren    |            |            |            |            |            |            |                |                |                |                | [ a ]          |                | [ a ]          | Utröst.        |                |          |          |          |          |
| 5        | Luka Nemorin         |            |            |            |            |            |            |                | [ a ]          | [ a ]          | [ a ]          |                | [ a ]          | Utröst.        |                |                |          |          |          |          |
| 6        | Ida Hallquist        |            |            |            |            |            |            |                |                |                | [ a ]          | [ a ]          | Utröst.        |                |                |                |          |          |          |          |
| 7        | Julien Keulen        |            |            |            |            |            |            |                |                |                |                | Utröst.        |                |                |                |                |          |          |          |          |
| 7        | Ruby Lindén          |            |            | 3:a        |            | WC 5       |            | [ a ]          |                | [ a ]          | Livboj         | Utröst.        |                |                |                |                |          |          |          |          |
| 9        | Caroline Ellingsen   |            |            |            |            |            |            |                | [ a ]          | Utröst.        |                |                |                |                |                |                |          |          |          |          |
| 10       | Carmen Toubia        |            | 3:a        |            |            | WC 2       |            | [ a ]          | Utröst.        |                |                |                |                |                |                |                |          |          |          |          |
| 11       | Vera Arkelid Jalméus | 3:a        |            |            |            | WC 4       |            | Utröst.        |                |                |                |                |                |                |                |                |          |          |          |          |
| 12       | Arvid Einarsson      |            |            |            |            |            | Utröst.    |                |                |                |                |                |                |                |                |                |          |          |          |          |
| 12       | Neville Ristenfeldt  |            |            |            | 3:a        | WC 3       | Utröst.    |                |                |                |                |                |                |                |                |                |          |          |          |          |
| Topp 24  | Anton Älvstrand      |            |            |            | 3:a        |            |            |                |                |                |                |                |                |                |                |                |          |          |          |          |
| Topp 24  | Than Tamthong        |            |            |            | 3:a        |            |            |                |                |                |                |                |                |                |                |                |          |          |          |          |
| Topp 24  | Vanessa Rose         |            |            |            | 3:a        |            |            |                |                |                |                |                |                |                |                |                |          |          |          |          |
| Topp 24  | Amadeus Hallström    |            |            | 3:a        |            |            |            |                |                |                |                |                |                |                |                |                |          |          |          |          |
| Topp 24  | Linus Johansson      |            |            | 3:a        |            |            |            |                |                |                |                |                |                |                |                |                |          |          |          |          |
| Topp 24  | Sanna Ekdahl Akanni  |            |            | 3:a        |            |            |            |                |                |                |                |                |                |                |                |                |          |          |          |          |
| Topp 24  | Angelina Terennikova |            | 3:a        |            |            |            |            |                |                |                |                |                |                |                |                |                |          |          |          |          |
| Topp 24  | Emil Westermark      |            | 3:a        |            |            |            |            |                |                |                |                |                |                |                |                |                |          |          |          |          |
| Topp 24  | Sebastian Hautamäki  |            | 3:a        |            |            |            |            |                |                |                |                |                |                |                |                |                |          |          |          |          |
| Topp 24  | Amanda Andersson     | 3:a        |            |            |            |            |            |                |                |                |                |                |                |                |                |                |          |          |          |          |
| Topp 24  | Espen Edberg         | 3:a        |            |            |            |            |            |                |                |                |                |                |                |                |                |                |          |          |          |          |

| Topp 11 | Topp 24 | Hängde löst | Juryns livboj | Juryns wildcard | Utröstad | Säker/gick vidare | Framträdde ej/ tävlade inte mer |           |
| Topp 11 | Topp 24 | Hängde löst | Juryns livboj | Juryns wildcard | Utröstad | Säker/gick vidare | Framträdde ej/ tävlade inte mer | Vinnare   |
| Topp 11 | Topp 24 | Hängde löst | Juryns livboj | Juryns wildcard | Utröstad | Säker/gick vidare | Framträdde ej/ tävlade inte mer | Tvåa/trea |

1. 1 2 3 4 5 6 7 8 9 10 11 12 13 14 15  I samtliga veckofinaler, undantaget i semifinalprogrammet, redovisades vilka två eller tre deltagare som hade fått lägst stöd av tittarna och som därmed "hängde löst" (riskerade att få lämna programmet). I semifinalen, som sändes den 18 november 2022, presenterades istället artisterna utan inbördes ordning inom varje röstningsomgång, dvs. ingen av de deltagare som röstades kvar "hängde löst".
2. 1 2  I den femte veckofinalen röstades två veckofinalister ut, men det sades inte vem som hade placerat sig hur. Därav delar bägge på sjundeplatsen.[12]
3. 1 2  I den fjärde veckofinalen valde juryn att dela ut sin s.k. livboj till Ruby Lindén, som i den sändningen hade fått lägst stöd av tittarna. Detta gjorde att hon fick stanna kvar i tävlingen i minst en vecka till.
4. ↑  Deltagarna listade med grå bakgrund på plats 12 tävlade i kvalfinalen men röstades ut före den första veckofinalen.
5. ↑  Deltagarna som listas med grå bakgrund i 'Topp 24' röstades ut av tittarna under kvalheaten och blev heller inte utvalda att få komma tillbaka in i tävlingen igen i kvalfinalen av programmets jury.

## Uttagningsprogrammen
Under våren och sensommaren 2022 genomfördes TV4 de förinspelade programmen i denna Idolsäsong. Allting började med inledande auditions i Stockholm, Göteborg, Malmö och Åre vilka sedan följdes av slutaudition i flera steg - först för att juryn skulle välja ut ett 30-tal deltagare från de fyra auditionstoppen och därefter vilka 23 av dessa som skulle gå vidare till den direktsända kvalveckan. 
Enligt Idols regler var alla sökande tvungna att dels vara folkbokförda i Sverige samt att man skulle vara minst 16 år gammal (det senare uppfyllt senast den 1 september 2022). Reglerna har även sagt att det inte är tillåtet att söka till programmet om man sedan tidigare har tävlat i någon tidigare Idolsäsongs veckofinaler och/eller har haft skivkontrakt. Trots regeln om skivkontraktsförbud förekom det sökande med tidigare skivkontrakt och/eller som hade deltagit i andra musiktävlingar bland de som fick sjunga inför programmets jury.

### Auditionturnén
För tredje säsongen i rad tillämpade TV4 en digital variant av auditions, vilket var delvis till följd av Covid-19-pandemin och de publikregler som funnits under den tidsperioden. I Sverige togs dock samtliga publikrestriktioner bort under början av 2022 och även andra regler som hade införts under pandemin gällande allmänna sammankomster, vilket i sin tur ledde till att auditionturnén delvis kunde genomföras såsom den såg ut fram till 2019 exempelvis att personer tilläts stå närmare varandra istället för att hålla avstånd. Däremot hade man inga långa köer utanför de lokaler där turnén huserade utan alla som ville söka fick skicka in en hemmainspelning först varpå Idols produktionsteam utsåg ett mindre antal deltagare som fick sjunga inför programmets jury.
Vid första auditions tillät produktionen a cappella-sång eller att man kompade till något instrument, exempelvis en gitarr eller piano. I några enstaka fall erbjöd TV4 att de sökande fick ta med sig någon extern person som fick uppdraget att kompa till sånginsatsen.

#### Auditionstoppen
Tabellen nedan redovisar vilka städer som Idol besökte under auditionturnén, när dessa avsnitt TV-sändes samt hur många deltagare som juryn röstade vidare till respektive moment under de förinspelade programmen. Notera att samtliga slutauditions i den här säsongen genomfördes på Waterfront i Stockholm, dock uppdelat på fyra tillfällen (ett per turnéstopp). Det var således första säsongen sedan 2019 som det momentet genomfördes i samma stad om än uppdelat för de fyra turnéstoppen, i säsongerna 2020 och 2021 hölls slutaudition alltid på den ort som Idol för tillfället besökte. 
De moment som deltagarna genomförde under den här säsongens slutaudition var Chorus line (kortare a capella-sång inför juryn) samt en ytterligare solosång som däremot kompades av ett liveband. Mellan momenten gjorde juryn urval om vilka som skulle få stanna kvar till nästa moment och vilka som skulle få lämna tävlingen. Sammanlagt var det 79 deltagare som medverkade vid slutaudition varav 31 som kvalade vidare till det sista steget. 
| Stad                                      | Sändningsdatum                            | Slutaudition                              | Slutaudition                              | Slutaudition                    |
| Stad                                      | Sändningsdatum                            | Medverkade vid Chorus line                | Kvar till Solosången                      | Kvalificerade till Sista steget |
| ----------------------------------------- | ----------------------------------------- | ----------------------------------------- | ----------------------------------------- | ------------------------------- |
| Stockholm                                 | 22–24 augusti                             | 27 deltagare                              | 15 deltagare                              | 11 deltagare                    |
| Göteborg                                  | 29–31 augusti                             | 20 deltagare                              | 11 deltagare                              | 6 deltagare                     |
| Malmö                                     | 5–7 september                             | 18 deltagare                              | 11 deltagare                              | 9 deltagare                     |
| Åre                                       | 12–14 september                           | 14 deltagare                              | 9 deltagare                               | 5 deltagare                     |
| Totalt antal deltagare till Sista steget: | Totalt antal deltagare till Sista steget: | Totalt antal deltagare till Sista steget: | Totalt antal deltagare till Sista steget: | 31 deltagare                    |

1. ↑  Antalet utdelade guldbiljetter är lika med hur många som medverkade vid momentet Chorus line efter respektive auditionstopp.
2. 1 2  En av deltagarna som juryn röstade vidare från Stockholms slutaudition valde att hoppa av sin medverkan. Därför blev det ett ojämnt antal deltagare som juryn valde att skicka vidare till det nyinförda momentet Sista steget.
3. ↑  TV4 valde att göra en så kallad cliffhanger av resultatdelen av de sökande i Åres Chorus line. Detta då man visade först i det följande tredje avsnittet vilka av de två sista deltagarna som juryn hade valt att rösta vidare till momentet Solosång.

### Idolraketen
I Idolraketen gavs personer som inte sökte till Idol under den första auditionturnén under våren 2022 chansen att söka för att kunna få en plats i Idolstartfältet. I samband med att Idolsäsongen började att Tv-sändas öppnades ansökningstiden, där alla som ville söka skulle skicka in en hemmainspelning via applikationen Tiktok. Därefter valde Idoljuryn ut sju deltagare som de tyckt bäst om och bland dessa fick fyra deltagare (de fetmarkerade deltagarna) sedan gå vidare till en finalomgång, även här utsedda av Idoljuryn även om publiken kunde påverka juryn genom att bland annat dela de klipp som hade lagts upp i sociala medier. Finalisterna genomförde sedan ett finalprogram där vinnaren korades.

#### Utvalda efter första rundan
Personerna som juryn valde ut till momentet offentliggjordes den 5 september 2022. Dessa deltagare blev:
- Denise Thrumberg
- Felicia Kuré
- Hanna Pettersson
- Joakim Forsell
- Noa Del Castillo
- Sebastian Hautamäki
- Wilgot Andersson

#### Finalomgången
I den sista omgången fick finalisterna genomföra en egen slutaudition inför jurymedlemmen Alexander Kronlund för att juryn sedan skulle kunna kora en vinnare av momentet, dvs. den person som skulle få en plats i Kvalveckan. Vid tillfället medverkade endast tre av de fyra finalisterna och detta p.g.a. avhopp. Inledningsvis fick de tre finalisterna genomföra varsin sånginsats vilket sedan följde solosång med komp innan juryn bestämde vem av de tre som skulle vinna momentet. Själva resultatet meddelades i ett videoklipp som TV4 publicerade den 13 september 2022.
| Deltagare           | Slutaudition               | Slutaudition         | Slutaudition         |
| Deltagare           | Medverkade vid Chorus line | Kvar till Solosången | Slutresultat         |
| ------------------- | -------------------------- | -------------------- | -------------------- |
| Denise Thrumberg    | Hoppade av tävlingen       | Hoppade av tävlingen | Hoppade av tävlingen |
| Felicia Kuré        | Ja                         | Ja                   | Tvåa                 |
| Joakim Forsell      | Ja                         | Ja                   | Tvåa                 |
| Sebastian Hautamäki | Ja                         | Ja                   | Vinnare              |

## Sista steget
För att avgöra vilka deltagare som skulle kvala vidare till momentet Kvalveckan införde TV4 i denna säsong det nya momentet Sista steget där de 31 deltagare som röstades vidare från slutaudition fick tävla om 23 platser i kvalveckan. Själva momentet inleddes med att deltagarna blev uppdelade i duos eller trios och därefter fick varje grupp ett dygn på sig att förbereda ett gemensamt scenframträdande som gjordes inför juryn. Dagen därpå presenterade juryn vilka deltagare de ville skicka vidare till kvalprogrammen. Inspelningarna genomfördes under Way Out West-festivalen i Göteborg i augusti 2022 medan tv-sändningarna genomfördes den 15 september. Själva slutscenen med alla deltagare som kvalat vidare spelades dock in i Kungsträdgården i Stockholm.

### Kvalificerade från Slutaudition
Nedan presenteras de deltagare som gick vidare till Sista steget från Slutaudition uppdelat efter respektive turnéstopp. Personerna som kvalade vidare behöver nödvändigtvis inte ha bott eller vara bosatta i den stad där de gjorde sin första audition. De fetmarkerade deltagarna var de som tog sig hela vägen till Kvalveckan. 
| Stockholm | Göteborg | Malmö | Åre |
| --- | --- | --- | --- |
| - Albin Tingwall, 19 år, Sigtuna - Amadeus Hallström, 19 år, Södertälje - Amanda Andersson, 17 år, Falkenberg - Emil Westermark, 17 år, Sollentuna - Ida Hallquist, 27 år, Bromma - Julien Keulen, 24 år, Stockholm - Klara Almström, 18 år, Stockholm - Luka Nemorin, 21 år, Kristinehamn - Sebastian Rydgren, 18 år, Järfälla - Shimanto Akter, 17 år, Stockholm - Vanessa Rose, 19 år, Stockholm | - Anton Älvstrand, 19 år, Charlottenberg - Carmen Toubia, 25 år, Habo - Leslie Ayleen, 17 år, Borås - Linus Johansson, 25 år, Skövde - Ruby Lindén, 16 år, Skövde - Vera Arkelid Jalméus, 25 år, Berlin (Tyskland) | - Angelica Lyngö, 27 år, Lund - Angelina Terennikova, 16 år, Staffanstorp - Arvid Einarsson, 20 år, Hässleholm - Caroline Ellingsen, 20 år, Svedala - Maja Jakobsson, 23 år, Ängelholm - Neville Ristenfeldt, 15 år, Landskrona - Robin Nevelin, 24 år, Ystad - Sanna Ekdahl Akanni, 26 år, Lund - Than Tamthong, 19 år, Vinslöv | - Arvid Edholm, 16 år, Sollefteå - Clara Ringblom, 18 år, Sundsvall - Espen Edberg, 19 år, Umeå - Felicia Nilsson, 25 år, Leksand - Nike Sellmar, 26 år, Piteå |

### Gruppindelningen
Nedan presenteras deltagarna i de duettpar eller trios inklusive låtar som framfördes i programmet. Gruppfördelningen hade gjorts av Idolredaktionen och avslöjades i början av sändningen.
- Ida Hallquist & Sebastian Rydgren – "Need You Now" (Lady A)
- Arvid Edholm, Nike Sellmar & Than Tamthong – Låtval presenterades ej
- Angelina Terennikova & Felicia Nilsson – Låtval presenterades ej
- Emil Westermark, Robin Nevelin & Vera Arkelid Jalméus – Låtval presenterades ej
- Amadeus Hallström & Amanda Andersson – Låtval presenterades ej
- Sanna Ekdahl Akanni & Shimanto Akter – Låtval presenterades ej
- Anton Älvstrand & Clara Ringblom – "Stay" (Rihanna ft. Mikky Ekko)
- Angelica Lyngö & Leslie Ayleen – "Stay" (Rihanna ft. Mikky Ekko)
- Arvid Einarsson & Klara Almström – "If The World Was Ending" (Julia Michaels & JP Saxe)
- Espen Edberg & Linus Johansson – "Sweet Child O' Mine" (Guns N' Roses)
- Caroline Ellingsen & Vanessa Rose – Låtval presenterades ej
- Albin Tingwall, Luka Nemorin & Maja Jakobsson – Låtval presenterades ej
- Neville Ristenfeldt & Ruby Lindén – "Stay" (Rihanna ft. Mikky Ekko)
- Carmen Toubia & Julien Keulen – "Broken Strings" (James Morrison ft. Nelly Furtado)

## Beskedet
I samband med att Sista steget sändes presenterade juryn vilka deltagare de ville se vidare till Idols kvalvecka. Nedan presenteras dessa deltagare inklusive Idolraketens vinnare (som däremot inte tävlade i Sista steget). De fetmarkerade deltagarna tog sig hela vägen till säsongens veckofinaler.
- Albin Tingwall, 19 år, Sigtuna
- Amadeus Hallström, 19 år, Södertälje
- Amanda Andersson, 17 år, Falkenberg
- Angelina Terennikova, 16 år, Staffanstorp
- Anton Älvstrand, 19 år, Charlottenberg
- Arvid Einarsson, 20 år, Hässleholm
- Carmen Toubia, 25 år, Habo
- Caroline Ellingsen, 20 år, Svedala
- Emil Westermark, 17 år, Sollentuna
- Espen Edberg, 19 år, Umeå
- Ida Hallquist, 27 år, Bromma
- Julien Keulen, 24 år, Stockholm
- Klara Almström, 18 år, Stockholm
- Linus Johansson, 25 år, Skövde
- Luka Nemorin, 21 år, Kristinehamn
- Neville Ristenfeldt, 15 år, Landskrona
- Nike Sellmar, 26 år, Piteå
- Ruby Lindén, 16 år, Skövde
- Sanna Ekdahl Akanni, 26 år, Lund
- Sebastian Hautamäki, 21 år, Örebro (vinnare Idolraketen)
- Sebastian Rydgren, 18 år, Järfälla
- Than Tamthong, 19 år, Vinslöv
- Vanessa Rose, 19 år, Stockholm
- Vera Arkelid Jalméus, 25 år, Berlin (Tyskland)

## Kvalveckan

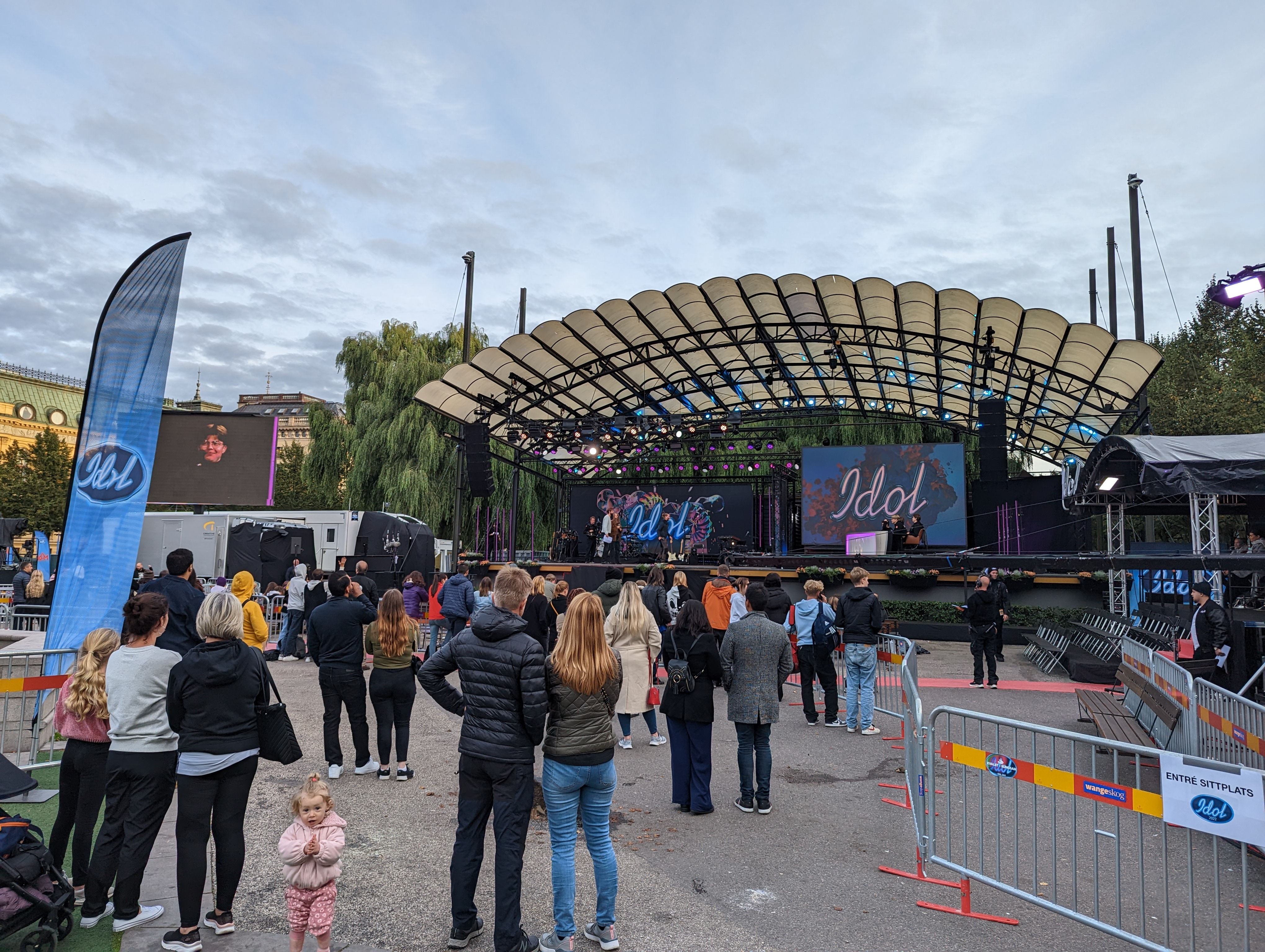
Kvalveckans final i Kungsträdgården

Kvalveckan i Idol 2022 ägde rum mellan den 19–23 september från Kungsträdgården i Stockholm. I dessa program tävlade de 24 deltagare som valdes ut av juryn under auditionturnén (inklusive vinnaren av Idolraketen) om 11 platser i veckofinalerna. Upplägget bestod av först fyra kvalheats med sex deltagare per program där tv-tittarna fick rösta vidare två deltagare per program till en kvalfinal. I den femte och sista sändningen uppträdde dessa åtta deltagare igen tillsammans med fem deltagare som juryn fick "ta tillbaka" bland de utröstade deltagarna från kvalheaten innan tittarna slutligen avgjorde vilka av deltagarna som skulle komma att bli den här Idolsäsongens veckofinalister. Utöver deltagarnas uppträdanden medverkade en rad gästartister i respektive sändning.

### Kvalprogrammen innan kvalfinalen

#### Kvalheat 1
Sändes den 19 september 2022. Nedan presenteras de tävlande i startordning inklusive de låtar som framfördes. De två fetmarkerade deltagarna röstades vidare till kvalfinalen.
1. Amanda Andersson – "Message in a Bottle" (Taylor Swift)
2. Arvid Einarsson – "Way Down We Go" (Kaleo)
3. Albin Tingwall – "If I Ain’t Got You" (Alicia Keys)
4. Vera Arkelid Jalméus – "Iron Sky" (Paolo Nutini)
5. Ida Hallquist – "Rich Girl" (Lake Street Drive)
6. Espen Edberg – "Utan dina andetag" (Kent (Linus Svennings version))

#### Kvalheat 2
Sändes den 20 september 2022. Nedan presenteras de tävlande i startordning inklusive de låtar som framfördes. De två fetmarkerade deltagarna röstades vidare till kvalfinalen.
1. Angelina Terennikova – "Human" (Rag'n'Bone)
2. Emil Westermark – "Snälla bli min" (Veronica Maggio)
3. Caroline Ellingsen – "I See Red" (Everybody Loves An Outlaw)
4. Carmen Toubia – "We Don’t Have to Take Our Clothes Off" (Tia Mullins)
5. Sebastian Hautamäki – "Jag gråter bara i regnet" (Newkid)
6. Julien Keulen – "Alive" (Sia)

#### Kvalheat 3
Sändes den 21 september 2022. Nedan presenteras de tävlande i startordning inklusive de låtar som framfördes. De två fetmarkerade deltagarna röstades vidare till kvalfinalen.
1. Linus Johansson – "Sex on Fire" (Kings of Leon)
2. Amadeus Hallström – "In The Stars" (Benson Boone)
3. Nike Sellmar – "Desperado" (The Eagles)
4. Sanna Ekdahl Akanni – "Hard Knocks" (Marc Broussard)
5. Luka Nemorin – "Half A Man" (Dean Lewis)
6. Ruby Lindén – "For Tonight" (Giveon)

#### Kvalheat 4

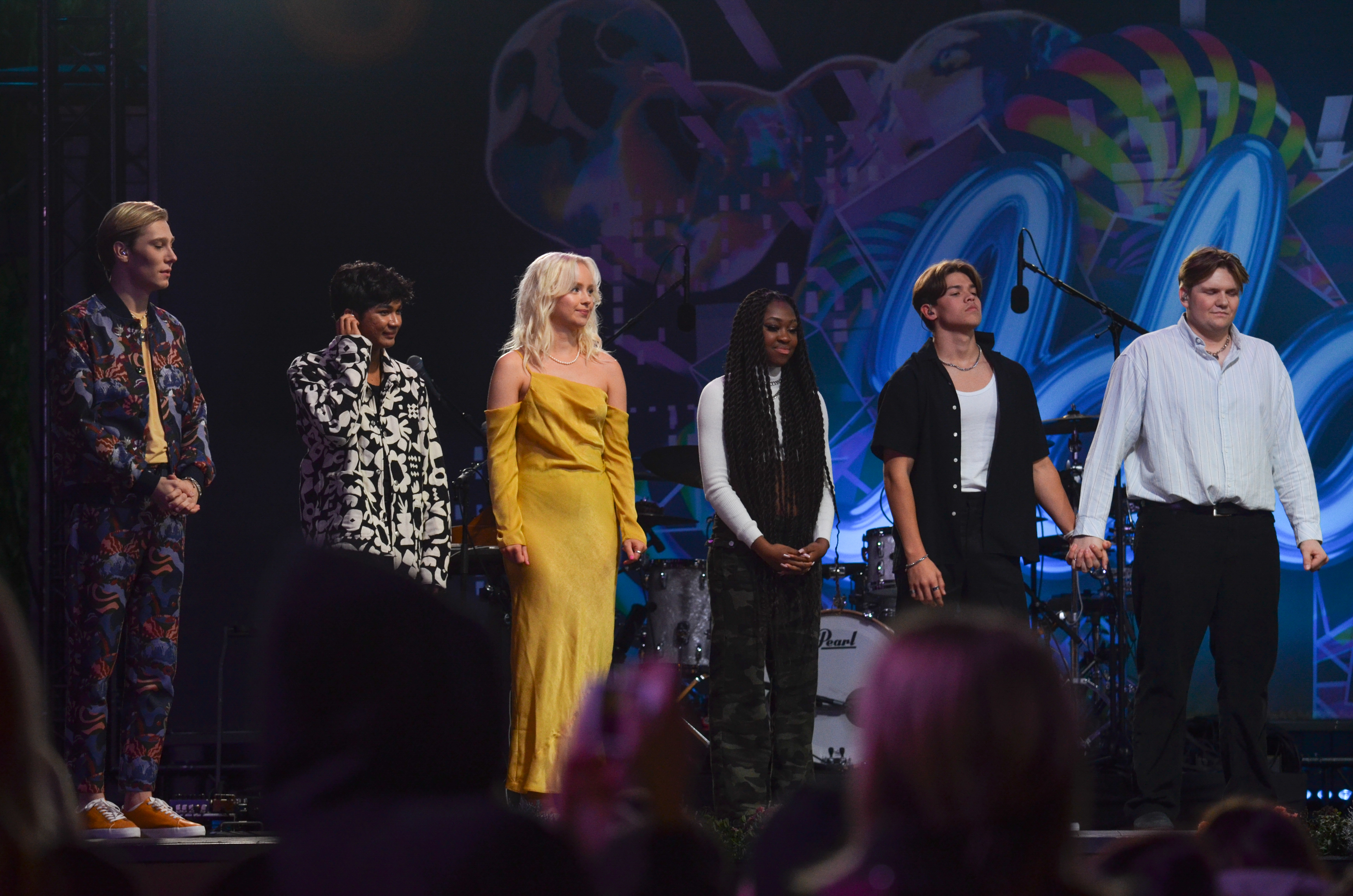
De tävlande i kvalheat 4 i Idol 2022.

Sändes den 22 september 2022. Nedan presenteras de tävlande i startordning inklusive de låtar som framfördes. De två fetmarkerade deltagarna röstades vidare till kvalfinalen.
1. Sebastian Rydgren – "Everybody Wants to Rule the World" (Tears For Fears)
2. Than Tamthong – "Writing’s on the Wall" (Sam Smith)
3. Klara Almström – "(You Make Me Feel Like) A Natural Woman" (Aretha Franklin)
4. Vanessa Rose – "Ready or Not" (Fugees (Liamoos version))
5. Neville Ristenfeldt – "10 Summers" (Ashley Singh)
6. Anton Älvstrand – "Jag ska fånga en ängel" (Ted Gärdestad)

### Kvalfinalen
Sändes den 23 september 2022. Startfältet utgjordes av de åtta deltagarna som tittarna röstat vidare från de fyra kvalheaten samt fem deltagare som juryn valde tillbaka bland de 16 utröstade deltagarna. Därefter var det upp till tittarna att bestämma vilka sammanlagt elva deltagare som får tävla i vidare i veckofinalerna. Nedan presenteras de tävlande enligt startordning inklusive de låtar som framfördes.
1. Klara Almström – "You Can't Hurry Love" (The Supremes)
2. Albin Tingwall – "Human Nature" (Michael Jackson)
3. Julien Keulen – "Lay Me Down" (Sam Smith)
4. Arvid Einarsson – "Ser du månen där du är ikväll? (Tillsammans igen)" (Thomas Stenström)
5. Sebastian Rydgren – "Leave a Light On" (Tom Walker)
6. Caroline Ellingsen – "Have You Ever Seen the Rain?" (Creedence Clearwater Revival)
7. Carmen Toubia – "Secret Love Song" (Little Mix & Jason Derulo)
8. Neville Ristenfeldt – "I Love This Life" (Kim Cesarion)
9. Luka Nemorin – "Breathe Me" (Sia)
10. Nike Sellmar – "Joline" (Dolly Parton)
11. Ida Hallquist – "Wild Enough" (Elina)
12. Vera Arkelid Jalméus – "Emmylou" (First Aid Kit)
13. Ruby Lindén – "Stand Up" (Cynthia Erivo)

#### Juryns wildcards
- Albin Tingwall
- Carmen Toubia
- Neville Ristenfeldt
- Ruby Lindén
- Vera Arkelid Jalméus

#### Utröstningen
Listar här nedan de tre sist utropade deltagarna, varav två som erhöll minst antal tittarröster. 
| Arvid Einarsson & Neville Ristenfeldt | Albin Tingwall |

Fotnot: Den två deltagare som är markerade med mörkgrå färg (de längst till vänster) tvingades att lämna tävlingen.

## Veckofinalerna
Säsongens veckofinaler avgjordes i TV4 på fredagarna mellan den 30 september och 18 november från en Tv-studio i Spånga utanför Stockholm. I var och en av dessa sändningar uppträdde de deltagare som tittarna hade röstat vidare från föregående sändning med en eller flera sånginsatser till antingen förinspelad musik eller liveband. Dessa bedömdes sedan av programmets jury men det var tittarna som fick bestämma vem eller vilka som skulle röstas ut. Detta skedde genom telefon-, SMS- och applikationsröstning. Under de fyra första veckofinalerna kunde programmets jury "rädda kvar" en deltagare som röstats ut i samma veckofinal även om kravet var att juryn behövde vara helt överens om beslutet.  
Varje veckofinal utgjordes av två sändningar: först en två timmar (inkl. reklampauser) lång huvudsändning vilken följde en kortare nyhetspaus. Därefter kom programmet tillbaka igen och då avgjordes det vem eller vilka som skulle åka ut och vilka som skulle få stanna kvar minst en vecka till. Tittarnas omröstning var till skillnad från föregående säsong knuten till aktuell sändning, det vill säga det gick inte att rösta under en hel veckas tid.  

### Vecka 1: Det här är jag
Sändes den 30 september 2022. Temat för veckan var Det här är jag. Utöver varje deltagares eget sånguppträdande inleddes programmet med att alla elva deltagare gjorde ett gemensamt framträdande som introduktionsnummer. Nedan presenteras deltagarna samt deras låtval enligt startordningen.
1. Sebastian Rydgren – "It’s a Sin" (Pet Shop Boys)
2. Klara Almström – "Something’s Got a Hold on Me" (Christina Aguilera)
3. Carmen Toubia – "Proud Mary" (Tina Turner)
4. Ida Hallquist – "Treat Myself" (Meghan Trainor)
5. Vera Arkelid Jalméus – "Somebody to Love" (Jefferson Airplane)
6. Luka Nemorin – "Heaven" (Bryan Adams)
7. Julien Keulen – "Don’t Start Now" (Dua Lipa)
8. Albin Tingwall – "Mirrors" (Justin Timberlake)
9. Nike Sellmar – "A Change Is Gonna Come" (Greta Van Fleet)
10. Ruby Lindén – "Crazy in Love" (Beyoncé ft. Jay-Z)
11. Caroline Ellingsen – "Highway to hell" (AC/DC)

#### Utröstningen
Listar här nedan de tre sist utropade deltagarna, varav den som erhöll minst antal tittarröster. 
| Vera Arkelid Jalméus | Carmen Toubia | Ruby Lindén |

Fotnot: Den deltagare som är markerad med mörkgrå färg (den längst till vänster) tvingades att lämna tävlingen.

### Vecka 2: Blast from the past
Sändes den 7 oktober 2022. Temat för veckan var Blast from the past som gick ut på att deltagarna sjöng hits från 1970-, 1980- och 1990-talet. Utöver deltagarnas uppträdanden gästades programmet av artisterna Drömhus, Eagle-Eye Cherry, Paradisio och Pandora. Nedan presenteras deltagarna samt deras låtval enligt startordningen.
1. Albin Tingwall – "Tiny Dancer" (Elton John)
2. Nike Sellmar –  "Rock N´Roll" (Led Zeppelin)
3. Carmen Toubia – "Edge of Seventeen" (Stevie Nicks)
4. Klara Almström – "Forever Young" (Alphaville)
5. Caroline Ellingsen – "You Give Love a Bad Name" (Bon Jovi)
6. Luka Nemorin – "I Still Haven’t Found What I’m Looking For" (U2)
7. Ida Hallquist – "Hero" (Mariah Carey)
8. Julien Keulen – "You Oughta Know" (Alanis Morissette)
9. Ruby Lindén – "My Heart Will Go On" (Céline Dion)
10. Sebastian Rydgren – "Strong Enough" (Cher)

#### Utröstningen
Listar här nedan de tre sist utropade deltagarna, varav den som erhöll minst antal tittarröster.
| Carmen Toubia | Caroline Ellingsen | Luka Nemorin |

Fotnot: Den deltagare som är markerad med mörkgrå färg (den längst till vänster) tvingades att lämna tävlingen.

### Vecka 3: Svenska hits
Sändes den 14 oktober 2022. Temat för veckan var att deltagarna sjöng hits på svenska. Utöver deltagarnas uppträdanden gästades programmet av artisten Bell. Nedan presenteras deltagarna samt deras låtval enligt startordningen.
Under en stor del av sändningstiden kunde man av tekniska skäl inte rösta via TV4 Play, vilket gjorde att tittarna till en början endast kunde rösta via att ringa och/eller SMS-rösta. Först i samband med att röstningen nästan skulle avslutas hade de tekniska problemen löst sig och då öppnades möjligheten att under en kortare stund även rösta digitalt.
1. Ruby Lindén – "Nån annan nu" (Molly Sandén)
2. Ida Hallquist – "Stockholm i natt" (Peter Jöback (Cherries version))
3. Julien Keulen – "En säng av rosor" (Darin)
4. Luka Nemorin – "Forever young" (Thomas Stenström)
5. Caroline Ellingsen – "Lyckligare nu" (Linnea Henriksson)
6. Nike Sellmar – "Öppna landskap" (Ulf Lundell)
7. Sebastian Rydgren – "Sista morgonen" (Niklas Strömstedt)
8. Albin Tingwall – "Strövtåg i hembygden" (Mando Diao)
9. Klara Almström – "Här kommer natten" (Pugh Rogefeldt (Miss Lis version))

#### Utröstningen
Listar här nedan de sist utropade deltagarna, varav den som erhöll minst antal tittarröster.
| Caroline Ellingsen | Ruby Lindén | Luka Nemorin |

Fotnot: Den deltagare som är markerad med mörkgrå färg (den längst till vänster) tvingades att lämna tävlingen.

### Vecka 4: Filmkväll
Sändes den 21 oktober 2022. Temat för veckan var att deltagarna framförde låtar från olika filmer och Tv-serier. Framträdandena gjordes tillsammans med Stockholm Concert Orchestra. Utöver deltagarnas uppträdanden gästades sändningen av artisten Janice. Nedan presenteras deltagarna och deras låtval i startordning.
1. Luka Nemorin – "I See Fire" (Ed Sheeran)
2. Nike Sellmar – "Running Up That Hill (A Deal With God)" (Kate Bush)
3. Sebastian Rydgren – "Life On Mars" (David Bowie)
4. Ruby Lindén – "Circle of Life" (Carmen Twillie, Lebo M)
5. Klara Almström – "Skyfall" (Adele)
6. Albin Tingwall – "It Must Have Been Love" (Roxette)
7. Ida Hallquist – "Kiss Me" (Sixpence None the Richer)
8. Julien Keulen – "The Show Must Go On" (Queen)

#### Utröstningen
Listar här nedan de sist utropade deltagarna, varav den som erhöll minst antal tittarröster.
| Ruby Lindén | Luka Nemorin | Ida Hallquist |

Fotnot: Juryn valde att ge sin livboj till Ruby Lindén som därmed inte blev utröstad.

### Vecka 5: Duetter
Sändes den 28 oktober 2022. Temat för veckan var att respektive deltagare fick sjunga tillsammans med varsin inbjuden gästartist. Nedan presenteras deltagarna inklusive duettpartner och låtval i startordning. Utöver duetterna kom gästartisten Dean Lewis att uppträda med ett eget framträdande.
1. Julien Keulen & Klara Hammarström – "Run to the Hills"
2. Albin Tingwall & Myra Granberg – "Vänner"
3. Ruby Lindén & Cherrie – "Lämna han"
4. Luka Nemorin & Dean Lewis – "Be Alright"
5. Ida Hallquist & Oscar Magnusson – "Röda trådens slut"
6. Sebastian Rydgren & Lina Hedlund – "Stay the Night"
7. Klara Almström & Tomas Andersson Wij – "Just idag känns du nära (Saras sång)"
8. Nike Sellmar & Anne-Lie Rydé – "Sånt är livet"

#### Utröstningen
Listar här nedan de sist utropade deltagarna, varav de två som erhöll minst antal tittarröster.
| Julien Keulen & Ruby Lindén | Sebastian Rydgren & Ida Hallquist |

Fotnot: Deltagarna som är markerade med mörkgrå färg (de till vänster) var de som fick lämna tävlingen.

### Vecka 6: Release day & Juryns val
Sändes den 4 november 2022. I denna veckofinal framförde deltagarna två låtval vardera, vilket blev den första för säsongen med två omgångar. Förutom deltagarnas uppträdanden kom programledaren Anis Don Demina att uppträda i sändningen. Nedan presenteras deltagarna i startordning i respektive tävlingsomgång inklusive låtval.

#### Omgång 1: Release day (deltagarnas val)
I den här omgången valde deltagarna helt själva vilken låt de ville framföra. Respektive cover släppes i samband med sändningen på musiktjänsten Spotify.
1. Nike Sellmar – "With a Little Help From My Friends" (Joe Cocker)
2. Sebastian Rydgren – "Holding Out For a Hero" (Bonnie Tyler)
3. Albin Tingwall – "How Am I Supposed to Live Without You" (Michael Bolton)
4. Luka Nemorin – "Bruises" (Lewis Capaldi)
5. Ida Hallquist – "Hatar dig" (Daniela Rathana)
6. Klara Almström – "Hopelessly Devoted to You" (Olivia Newton-John)

#### Omgång 2: Juryns val
I den här omgången fördelade Idoljuryn ut fyra förslag på låtar till respektive tävlande (en från varje jurymedlem) och därefter fick varje deltagare själv bestämma vilken av de fyra låtarna som denne ville framföra i sändningen. När deltagarna gjorde sina val kände de däremot inte till vilken jurymedlem som lämnat vilket förslag, utan detta avslöjades först i direktsändningen innan varje deltagares framträdande.
1. Nike Sellmar – "Celebrity Skin" (Hole) (Alexander Kronlunds förslag)
2. Sebastian Rydgren – "Hang With Me" (Robyn) (Kishti Tomitas förslag)
3. Albin Tingwall – "Free Fallin" (John Mayer) (Anders Bagges förslag)
4. Luka Nemorin – "Impossible" (James Arthur) (Katia Mosallys förslag)
5. Ida Hallquist – "Show Me Love" (Robyn) (Kishti Tomitas förslag)
6. Klara Almström – "Fields of Gold" (Eva Cassidy) (Anders Bagges förslag)

#### Utröstningen
Listar här nedan de två sist utropade deltagarna, varav den som erhöll minst antal tittarröster.
| Ida Hallquist | Luka Nemorin |

Fotnot: Den deltagare som är markerad med mörkgrå färg (den längst till vänster) tvingades att lämna tävlingen.

### Vecka 7: Kärlek
Sändes den 11 november 2022. I denna veckofinal var temat kärlekslåtar där respektive deltagare framförde två låtar varav en som riktade sig till en anhörig och en som var riktad till fansen. Samtliga fem deltagare medverkade i bägge omgångarna. Utöver deltagarnas uppträdanden gästades sändningen av artisten Benson Boone. Nedan står deltagarna inklusive låtvalen i startordning.
I sändningen medverkade endast Anis Don Demina i inspelade sketcher medan Pär Lernström var ensam programledare i studion. 

#### Omgång 1: låt till en anhörig
1. Sebastian Rydgren – "Frozen" (Madonna)
2. Klara Almström – "Du måste finnas" (Helen Sjöholm (Newkids version))
3. Luka Nemorin – "Smile" (Benjamin Ingrosso)
4. Nike Sellmar – "Make You Feel My Love" (Bob Dylan)
5. Albin Tingwall – "Fix You" (Coldplay)

#### Omgång 2: låt till fansen
1. Sebastian Rydgren – "Gold" (Spandau Ballet)
2. Klara Almström – "What a Wonderful World" (Louis Armstrong)
3. Luka Nemorin – "Everybody’s Changing" (Keane)
4. Nike Sellmar – "Babel" (Mumford & Sons)
5. Albin Tingwall – "My Way" (Frank Sinatra)

#### Utröstningen
Listar här nedan de två sist utropade deltagarna, varav den som erhöll minst antal tittarröster.
| Luka Nemorin | Sebastian Rydgren |

Fotnot: Den deltagare som är markerad med mörkgrå färg (den till vänster) var den som fick lämna tävlingen.

### Vecka 8: Semifinalen

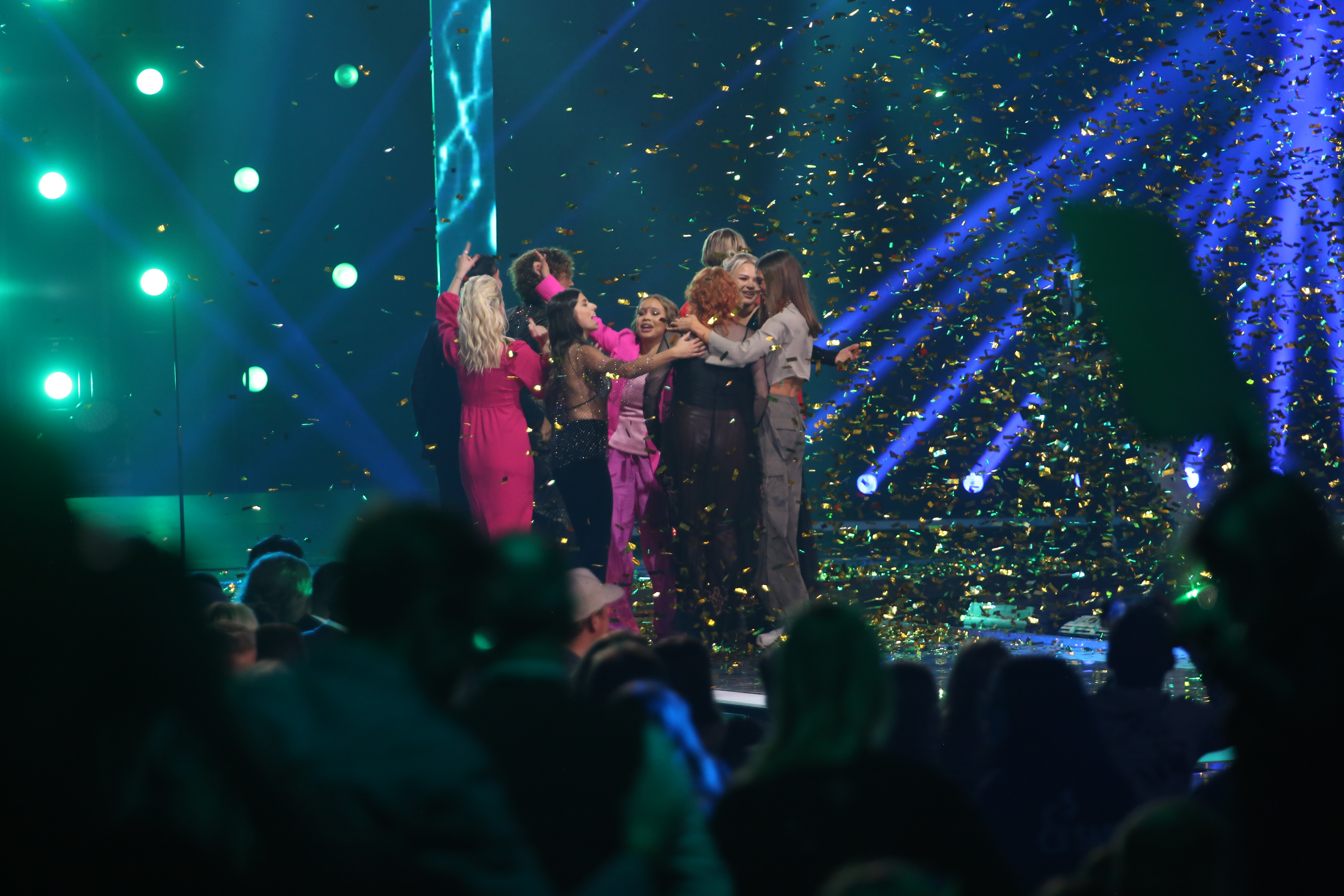
Deltarna i semifinalen.

Semifinalen i Idol 2022 sändes den 18 november 2022 och var uppdelad i två ronder som bägge hade utröstningsmoment. I den första ronden fick de fyra kvarvarande deltagarna framföra en låt som fans hade tipsat om och en kort stund efter att sista framträdandet hade gjorts pausades omröstningen och den deltagare som hade fått lägst stöd åkte ut. Därefter fortsatte de kvarvarande tre deltagarna i en andra rond (utan att nollställa tidigare resultat) där de fick framföra varsin upptempolåt innan en andra omröstning avgjorde ytterligare en deltagare som fick lämna tävlingen. Utöver deltagarna gästades sändningen av den tidigare Idoldeltagaren Erik Elias Ekström och artisten Myra Granberg. Nedan listas deltagarna i startordning.

#### Omgång 1: följarnas val
1. Nike Sellmar – "The Story" (Brandi Carlisle)
2. Albin Tingwall – "Tenerife Sea" (Ed Sheeran)
3. Klara Almström – "Rosa himmel" (Jonathan Johansson (Molly Sandéns version))
4. Sebastian Rydgren – "Enjoy the Silence" (Depeche Mode)

#### Omgång 2: upptempo
1. Nike Sellmar – "Hard Times" (Paramore)
2. Albin Tingwall – "As It Was" (Harry Styles)
3. Klara Almström – "Jag kommer" (Veronica Maggio)

#### Utröstningen
I semifinalen fick två av de fyra kvarstående deltagarna lämna tävlingen efter vardera rond. De deltagare som åkte ut står nedanför indelade i den rond som de åkte ur från. I programmet ropades övriga deltagare som gått vidare upp utan inbördes ordning varför ingen av de icke-utslagna deltagarna listas i kategorin "hängde löst".

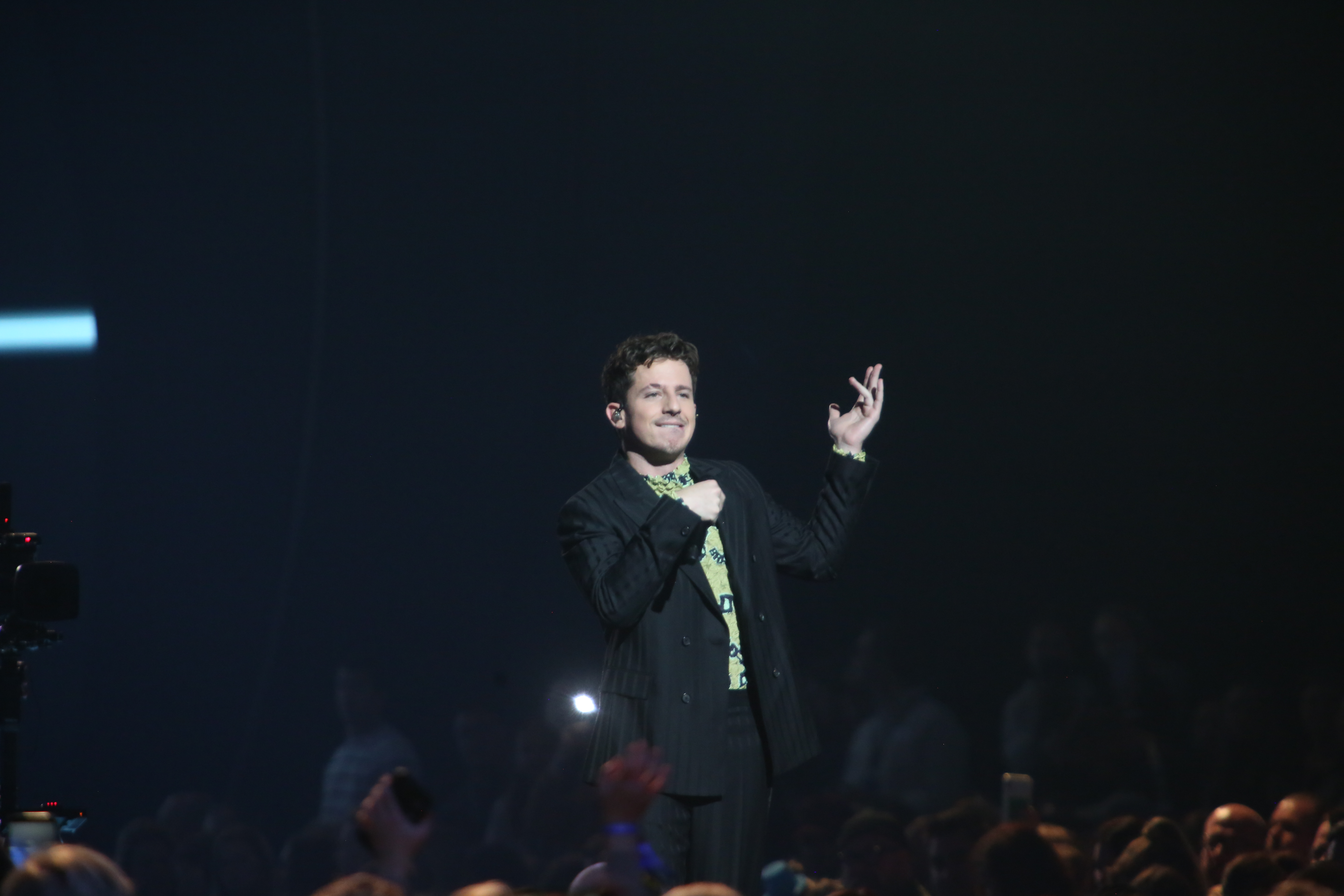
Charlie Puth gästade och sjöng låten "See you again"

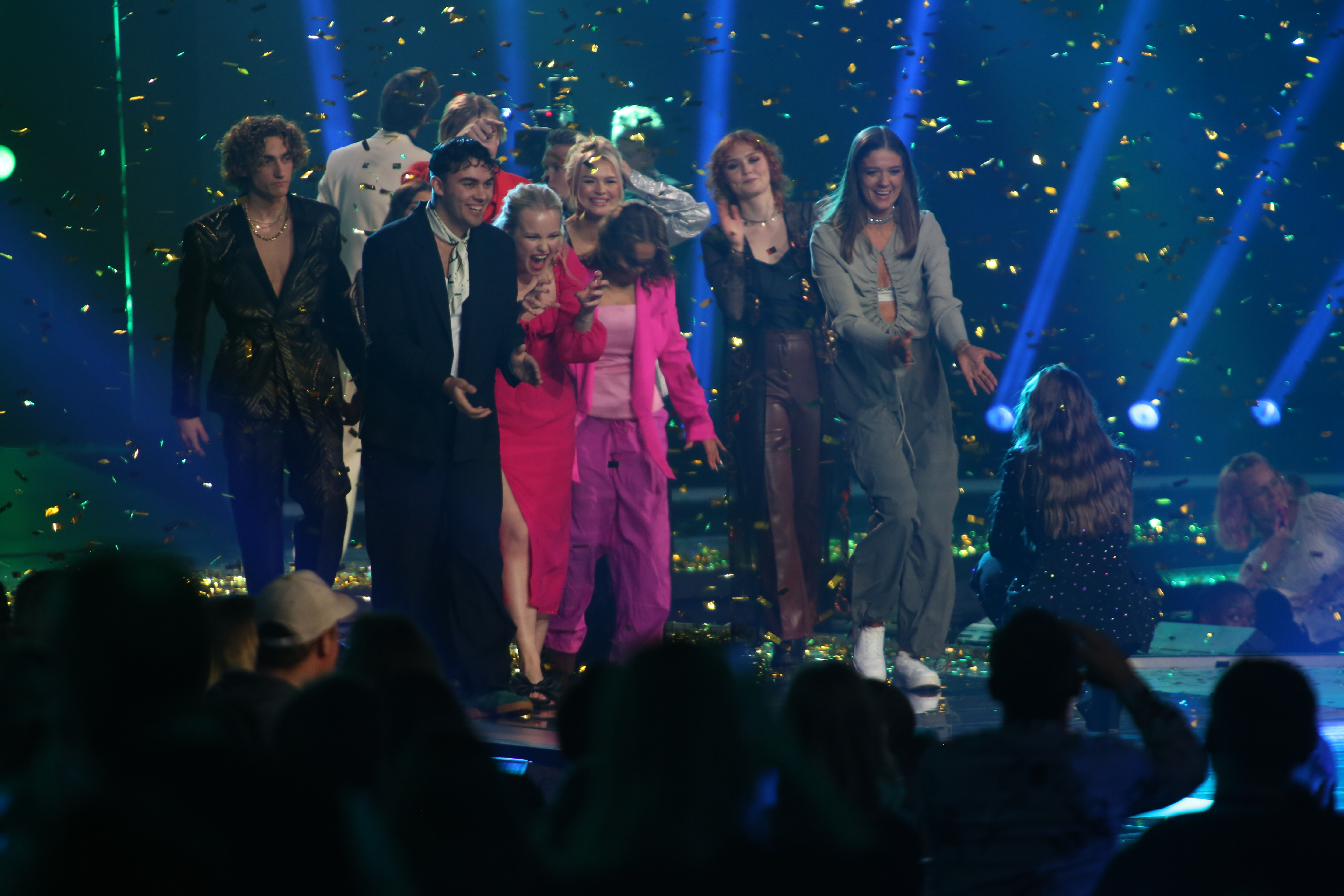
Idolerna firar på scen efter att Nike kammat hem segern. M

Rond 1
| Sebastian Rydgren |

Rond 2
| Klara Almström |

## Finalen

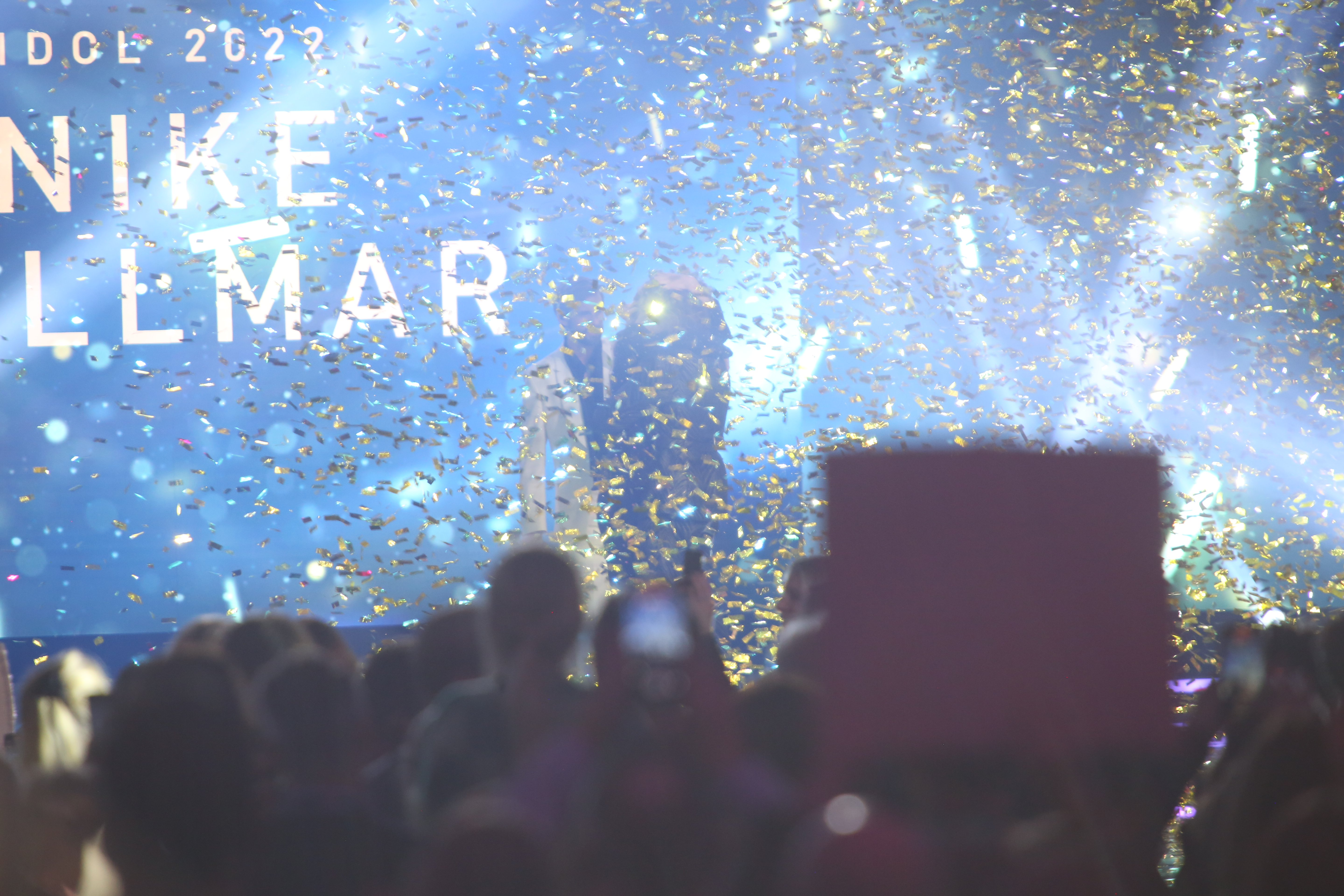
Finalisterna i Tele2 Arena vid vinnarögonblicket.

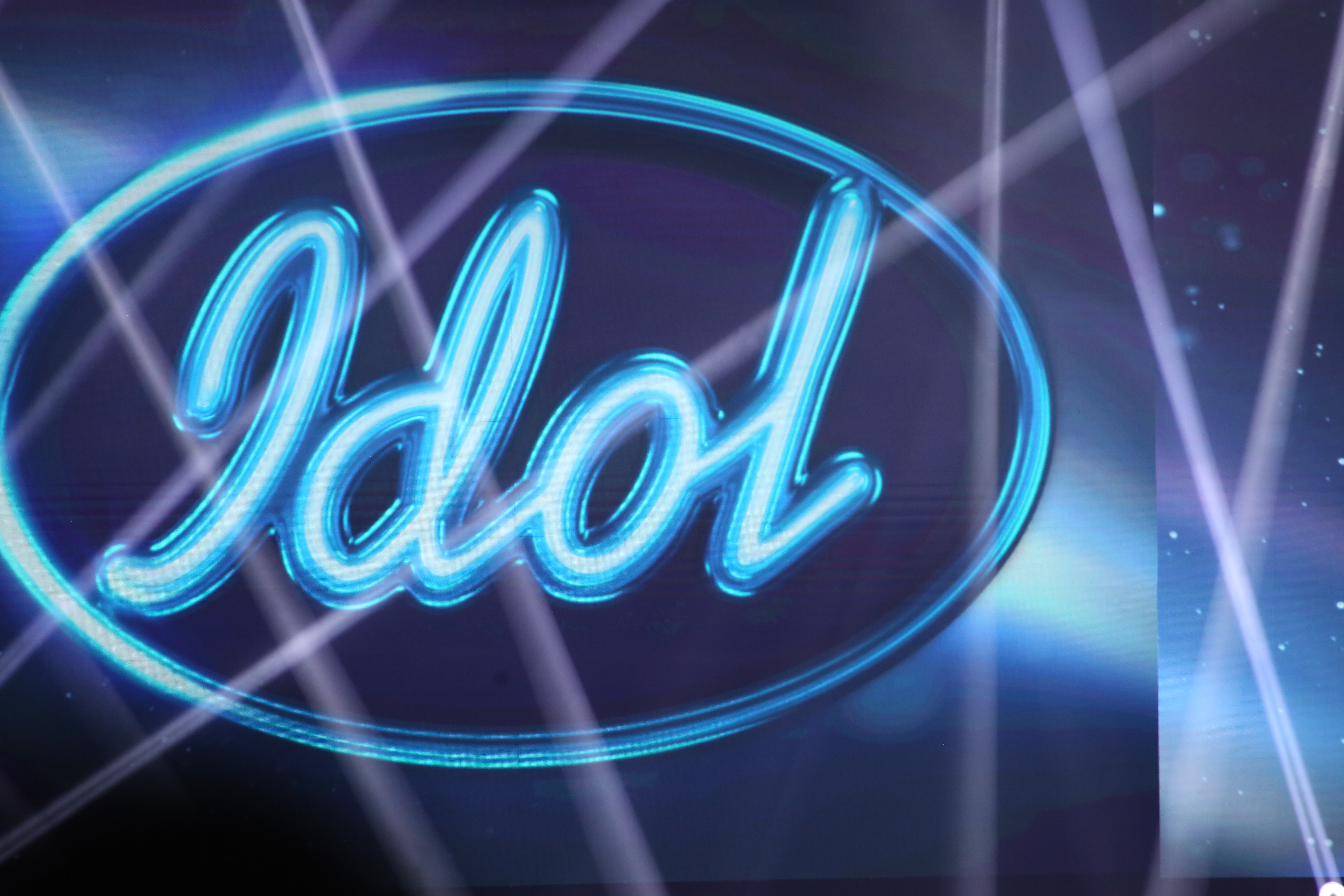

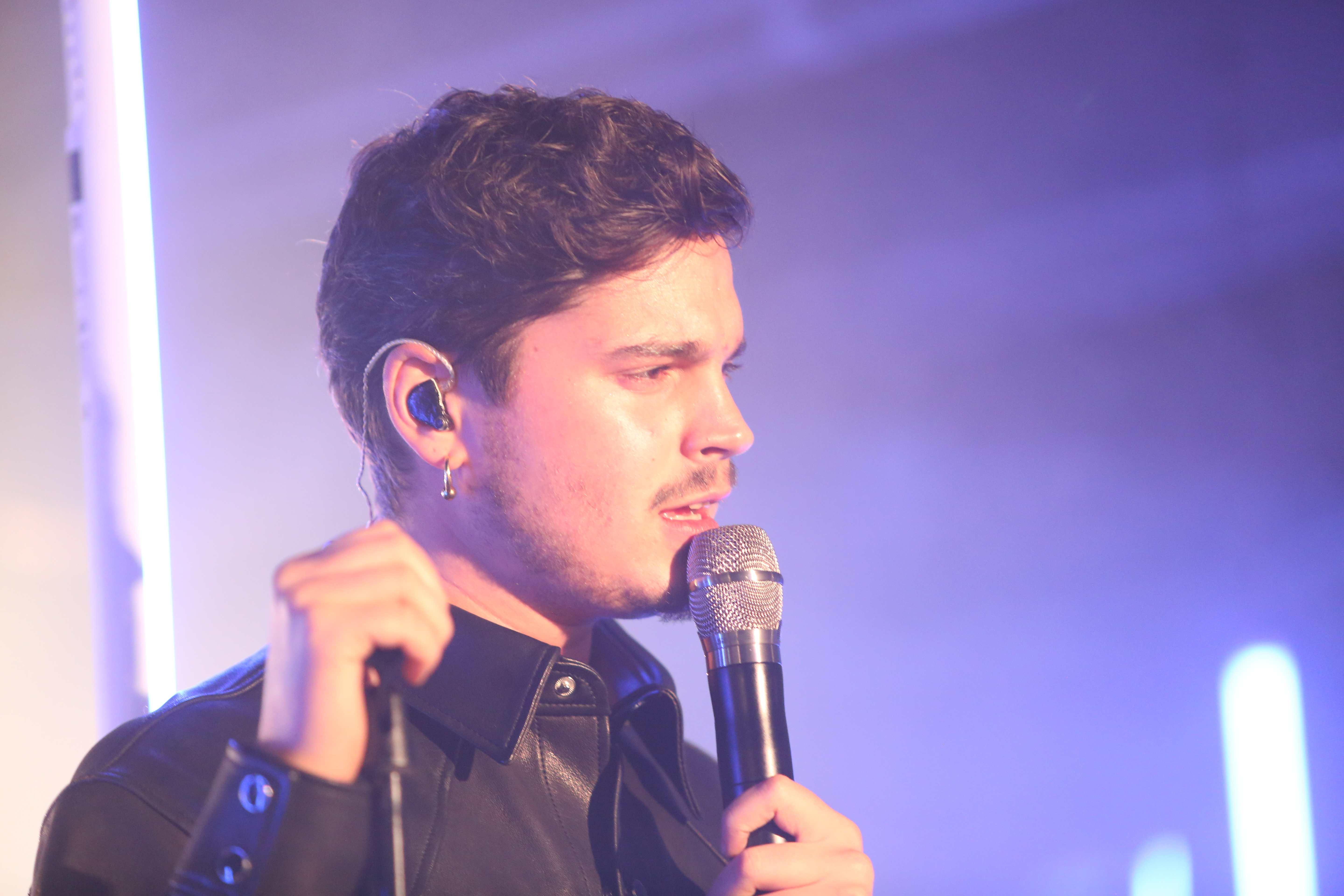
Oscar Zia gästade VIP-loungen och framförde flera låtar på scenen.

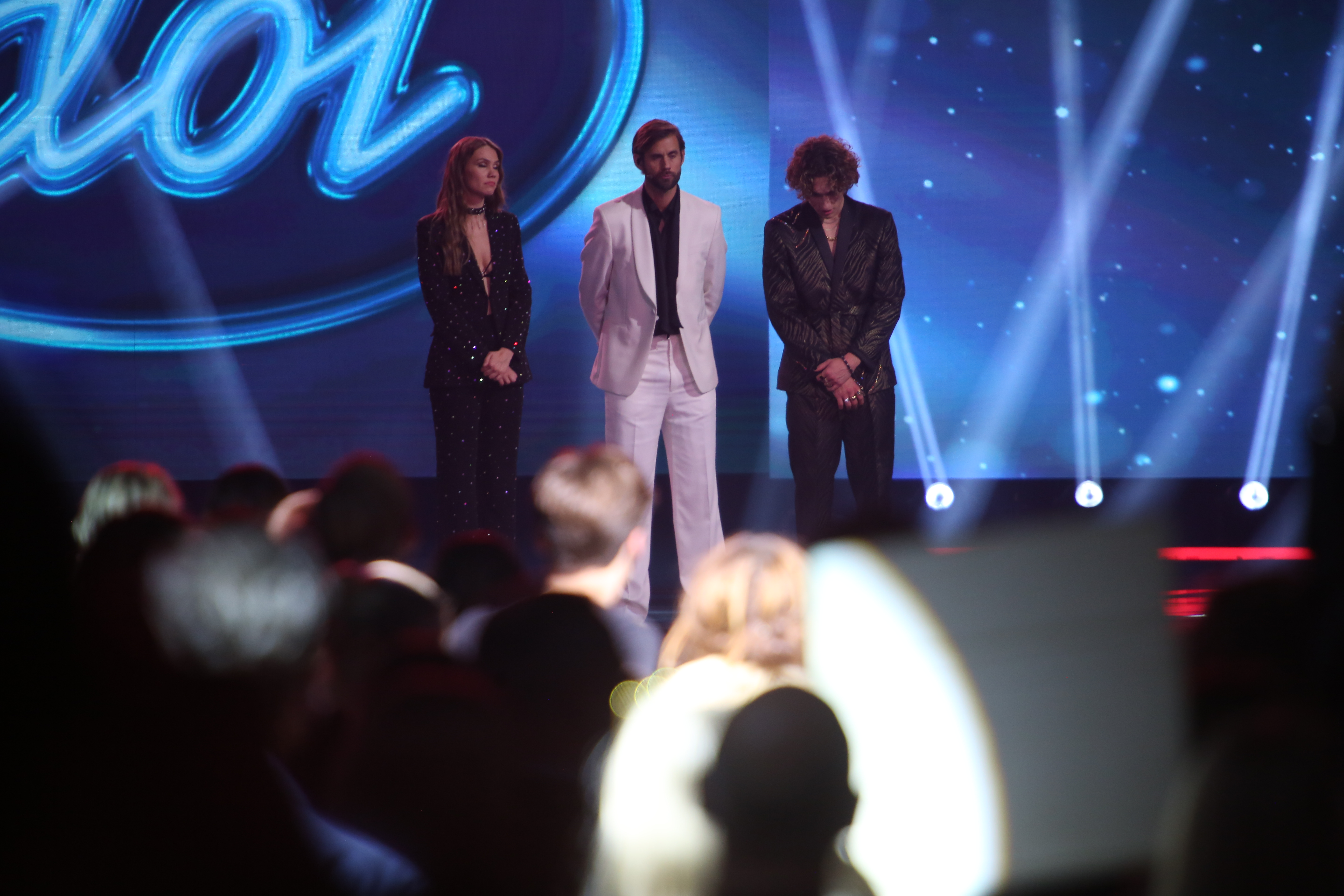
Idolfinalisterna inväntar resultatet nervöst på scen.

Finalen i Idol 2022 ägde rum fredagen den 25 november i Tele2 Arena i Stockholm där de av tittarna två framröstade deltagarna Nike Sellmar och Albin Tingwall tävlade om segern. I likhet med tidigare säsongsfinaler fick finalisterna uppträda med tre låtval vardera vilka var finalisternas eget låtval, en låt som respektive finalist hade uppträtt med tidigare under säsongen och vinnarlåten "Anything You Say" (som är gjord av Ola Svensson, Jonas Jurström och Viktor Crone). Det var sedan tittarna som genom telefon-, SMS- och applikationsröstning röstar fram vinnaren som blev Nike Sellmar. Förutom finalisternas uppträdanden gästades finalen av artisterna Benjamin Ingrosso, Charlie Puth, Rosa Linn och Miss Li samt komikern Per Andersson.
Det var för övrigt första gången som Idols final ägde rum i Tele2 Arena, efter att tidigare ha ägt rum i studiomiljö (2004–2006 och 2020) och i grannarenan Avicii Arena (2007–2019 och 2021). 
Nedan presenteras finalisterna och deras låtval enligt startordningen.

### Omgång 1: Eget låtval
1. Nike Sellmar – "Happier Than Ever" (Billie Eilish)
2. Albin Tingwall – "Falling" (Harry Styles)

### Omgång 2: Da Capo/Best of
1. Nike Sellmar – "To Make You Feel My Love" (Bob Dylan)
2. Albin Tingwall – "It Must Have Been Love" (Roxette)

### Omgång 3: Vinnarlåten
1. Nike Sellmar – "Anything You Say"
2. Albin Tingwall – "Anything You Say"

### Resultat
Här nedan listas den deltagare som erhöll flest antal tittarröster och därmed vann Idol 2022.
| Vinnaren     |
| Nike Sellmar |